# Carex provotii
Carex provotii är en halvgräsart som beskrevs av Adrien René Franchet. Carex provotii ingår i släktet starrar, och familjen halvgräs. Inga underarter finns listade i Catalogue of Life.